# Roetgenbach
Das Naturschutzgebiet Roetgenbach liegt in Roetgen, mitten im Ort, von Wohnbebauung umgeben.

## Beschreibung
Der ungefähr 400 Meter lange Bachlauf ist teilweise von Erlen bestanden. Die Uferbereiche sind fast unverbaut, rechts und links sind Wiesen und Weiden. Der Roetgenbach, der im Norden des Ortes in den Vichtbach mündet, stellt ein wertvolles Rückzugsgebiet im stark zersiedelten Lebensraum Roetgen dar. Schutzziel ist die Erhaltung der naturnahen Strukturen des Bachlaufes und eine Extensivierung der umliegenden Grünlandbereiche.